# Carex pseudobicolor
Carex pseudobicolor är en halvgräsart som beskrevs av Johann Otto Boeckeler. Carex pseudobicolor ingår i släktet starrar, och familjen halvgräs. Inga underarter finns listade i Catalogue of Life.